# Ferdinand Hartmann (Textilunternehmer)

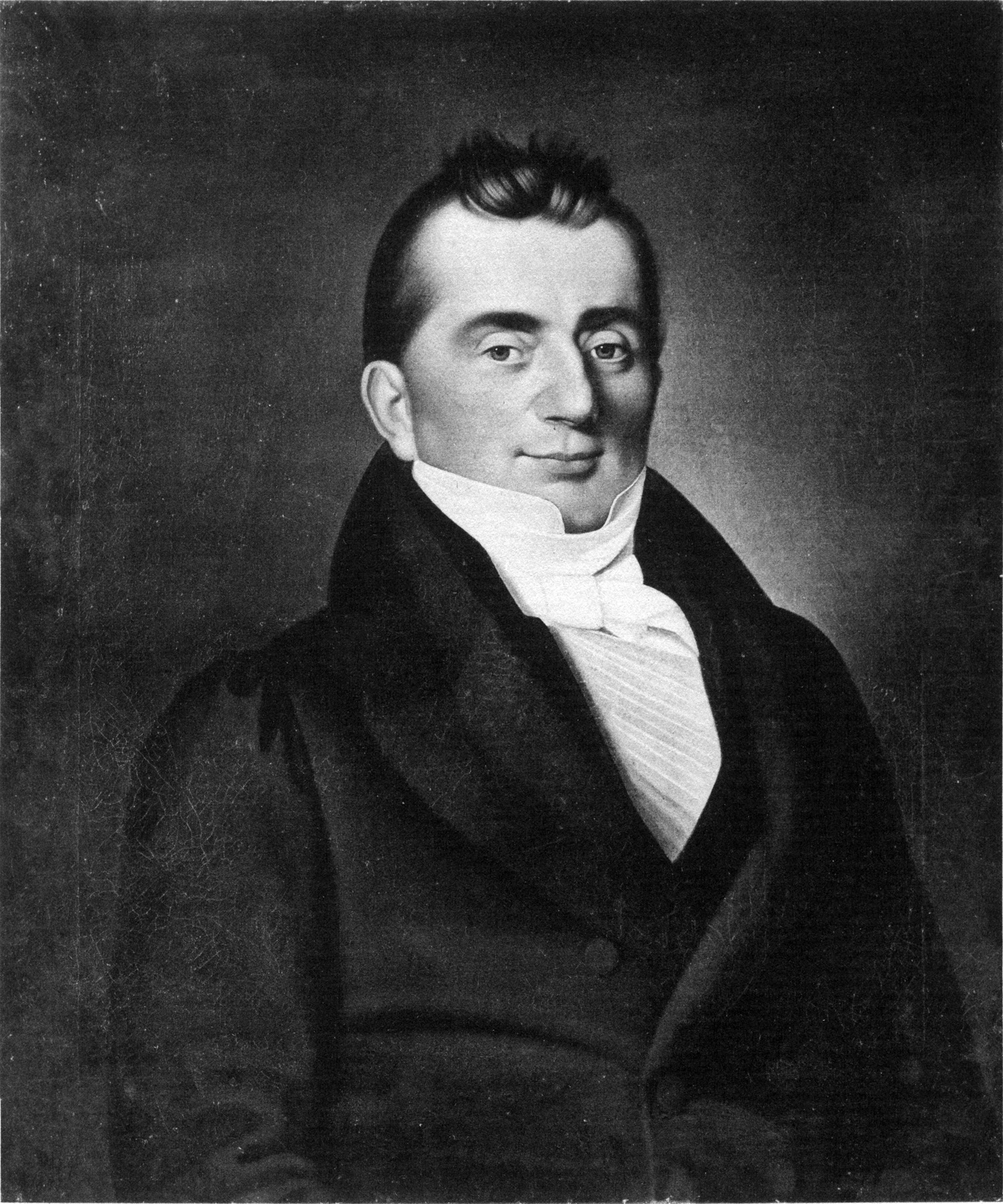
Ferdinand Hartmann

Johann Heinrich Ferdinand Hartmann (* 7. November 1790 in Braunschweig; † 23. Oktober 1842 in Pfaffendorf bei Leipzig) war ein deutscher Textilunternehmer und Gründer der Kammgarnspinnerei zu Leipzig.

## Leben
Ferdinand Hartmann war das fünfte von 13 Kindern des Leutnants und späteren Kramerbaumeisters (Regierungsbaumeister) Johann Andreas Hartmann (* 7. August 1737 in Braunschweig) und dessen Ehefrau Ilse Dorothea Friderike Redtmeyer.
Seine Lehrzeit verbrachte er in den hannoverischen Seiden- und Galanteriewarenhandlungen von Johann Christian Hollmann (1806 bis 1808) und Georg Wilhelm Wöbbeking (1808 bis 1811). 1814 kam er nach Leipzig und gründete dort 1822 zusammen mit Ferdinand Portius eine Wollhandlung. Mit dem Ausscheiden von Portius am 1. Mai 1829 wurde Hartmanns Neffe Wilhelm Hartmann Mitinhaber der Wollhandlung.
Hartmann heiratete 1818 Johanne Wilhelmine Schall (* 1795), die Tochter des Kammerrats Johann Traugott Schall aus Frankenhausen, und am 25. Juli 1822 wurde er Bürger der Stadt Leipzig.
Mit Unterstützung seines Schwiegervaters konnte Hartmann 1830 auf dem Gelände seiner bisherigen Wollhandlung die Kammgarnspinnerei zu Pfaffendorf gründen, deren Eigentümer zunächst seine beiden Schwäger waren. Nachdem sein Schwiegervater der Tochter ihren Erbteil an der Fabrik ausbezahlt hatte und sie daraufhin die Anteile ihrer Brüder übernommen hatte, war Hartmanns Ehefrau alleinige Besitzerin der Spinnerei. 1836 wurde das Unternehmen in die erste Aktiengesellschaft der Stadt Leipzig umgewandelt.
Nach sechsjähriger Tätigkeit als „Vollziehender Direktor“ der Aktiengesellschaft verstarb Ferdinand Hartmann plötzlich im Alter von nur 52 Jahren.